# 24 دقيقة
24 دقيقة 24 Minuti كانت صحيفة يومية إيطالية مجانية، نشرتها صحيفة Il Sole 24 Ore بالتعاون مع Il Sole 24 Ore Radiocor، في مدينتي روما وميلانو في إيطاليا .
أطلقت في عام 2006، لتكون أول صحيفة يومية إيطالية مجانية مخصصة لقراء الطبقة العليا. قرر الملاك التوقف عن النشر في 1 أبريل 2009، بسبب انخفاض العائدات الإعلانية نتيجة الأزمة الاقتصادية عام 2009. 